# Edgar Knoop
Edgar Knoop (né le 22 mars 1936 à Dortmund) est un peintre, sculpteur et photographe allemand. Il vit et travaille à Seeboden en Autriche.

## Biographie
Edgar Knoop étudie la philosophie et l'histoire de l'art à l'université Louis-et-Maximilien de Munich puis s'inscrit à l'académie des beaux-arts de Munich. Il étudie la peinture avec Jean Deyrolle et l'histoire avec Anton Marxmüller, obtient sa maîtrise en 1965. En 1972, il devient professeur à l'académie des beaux-arts de Munich, enseigne la couleur et la lumière et le sera jusqu'en 2000.

## Œuvre

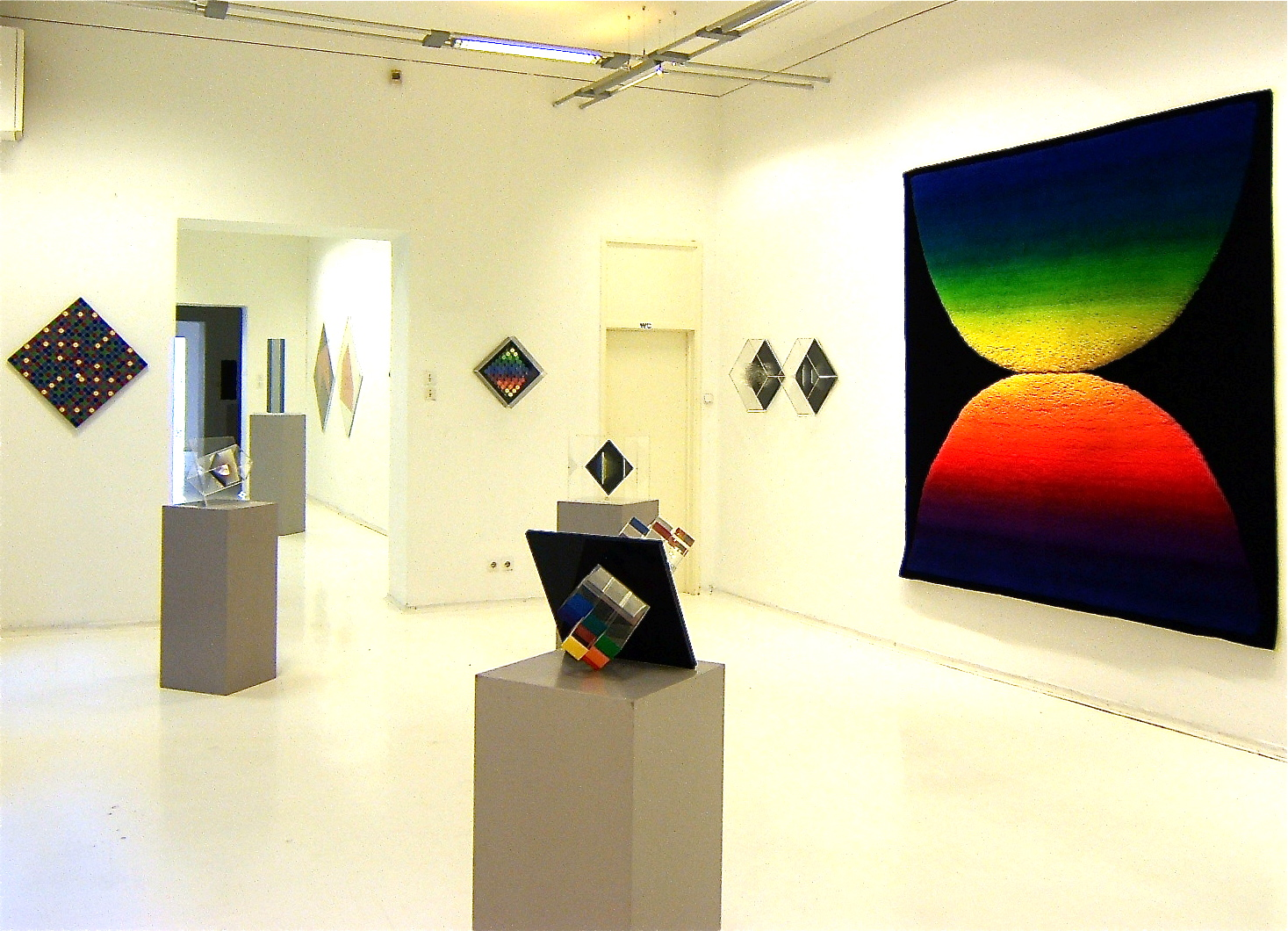
Rétrospective 1966 - 2006, City Art Museum Ljubljana

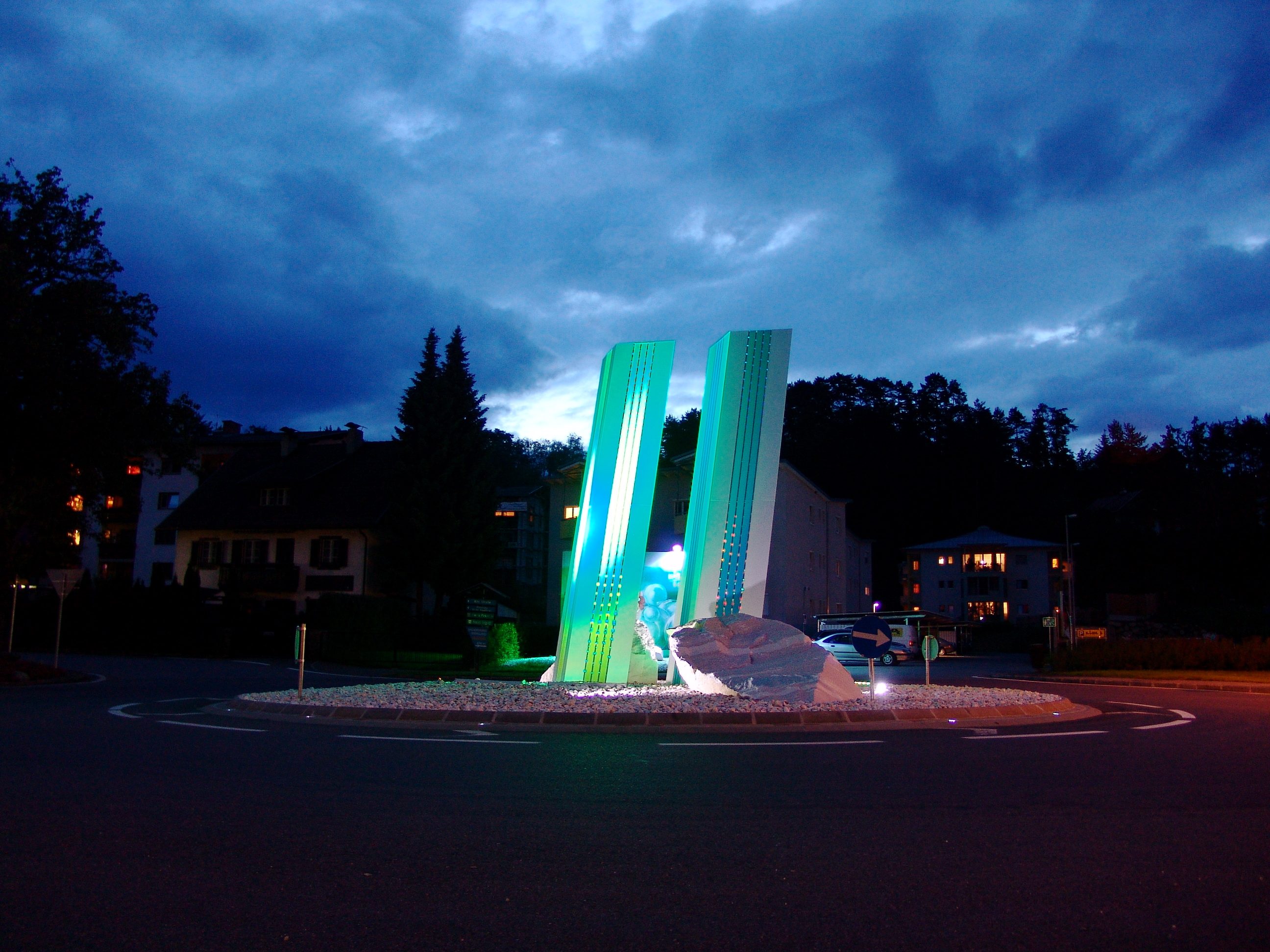
Lichtreflexionsstelen, Seeboden, 2008

Dans les années 1965-1980, il travaille sur les phénomènes spécifiques de la couleur dans l'espace. Il collabore avec des institutions scientifiques comme le Bundesanstalt für Materialforschung und -prüfung (de) dirigé par le professeur Manfred Richter (de) et le Münchner Institut für Medizinische Optik par Herbert Schober, puis la colorimétrie comme sa série dans les années 1980, Hommage à Isaac Newton.
Dans les années 1970, il réalise ses premiers objets fluorescents, après avoir conçu, en 1969, pour les Jeux olympiques d'été de 1972 à Munich l'idée d'un laser entre la Tour olympique et deux réservoirs de gaz.
L'implication directe de la lumière dans l'interdépendance entre la source, l'observation et la matière qui la reflète l'amène à utiliser l'holographie dans les années 1980, ce qui l'amène à l'art cinétique, par des films et des objets en trois dimensions. Par ailleurs, ses recherches le poussent à des voyages et à les photographier (séries Les Pardons en Bretagne (1976), Jazzgraphics (1983), Outdoors (1984), Objets trouvés en Maghreb (2008)).
Ses voyages au Moyen-Orient et au Maghreb lui inspirent ses collages Mirages - Horizons de 1998 à 2006.
Ses dernières œuvres s'inspirent de travaux scientifiques anciens comme ceux du mathématicien Leonardo Fibonacci.

## Source, notes et références
- (de) Cet article est partiellement ou en totalité issu de l’article de Wikipédia en allemand intitulé « Edgar Knoop » (voir la liste des auteurs).